# Датско-Балтийский вспомогательный корпус
Датско-Балтийский вспомогательный корпус (дат. Dansk-Baltisk Auxiliær Corps, сокращённо DBAC) — рота датских добровольцев, сформированная для участия в Эстонской освободительной войне (Гражданской войне в России).

## История
Корпус отправился из Дании в Ханко 26 марта 1919 года на борту финского судна, после чего отправился в Эстонию для участия в войне за независимость, где находился с мая по август 1919 года. В мае и июне ДБВК прошел путь от Выру до Екабпилса и до реки Даугавы, отрезав восточные пути снабжения большевиков.
После успешной кампании корпус был отведен обратно в Эстонию. В конце июля 1919 года ДБВК был отправлен на участок восточного фронта между Островом и Порховом, на котором корпус понёс потери в 4 убитых, 20 раненых и четверо военнослужащих попало в плен. 2 сентября 1919 года Датско-Балтийский вспомогательный корпус участвовал в параде победы, на котором участвовало более 1000 эстонских солдат, в том числе Йохан Лайдонер и Отто Страндман.

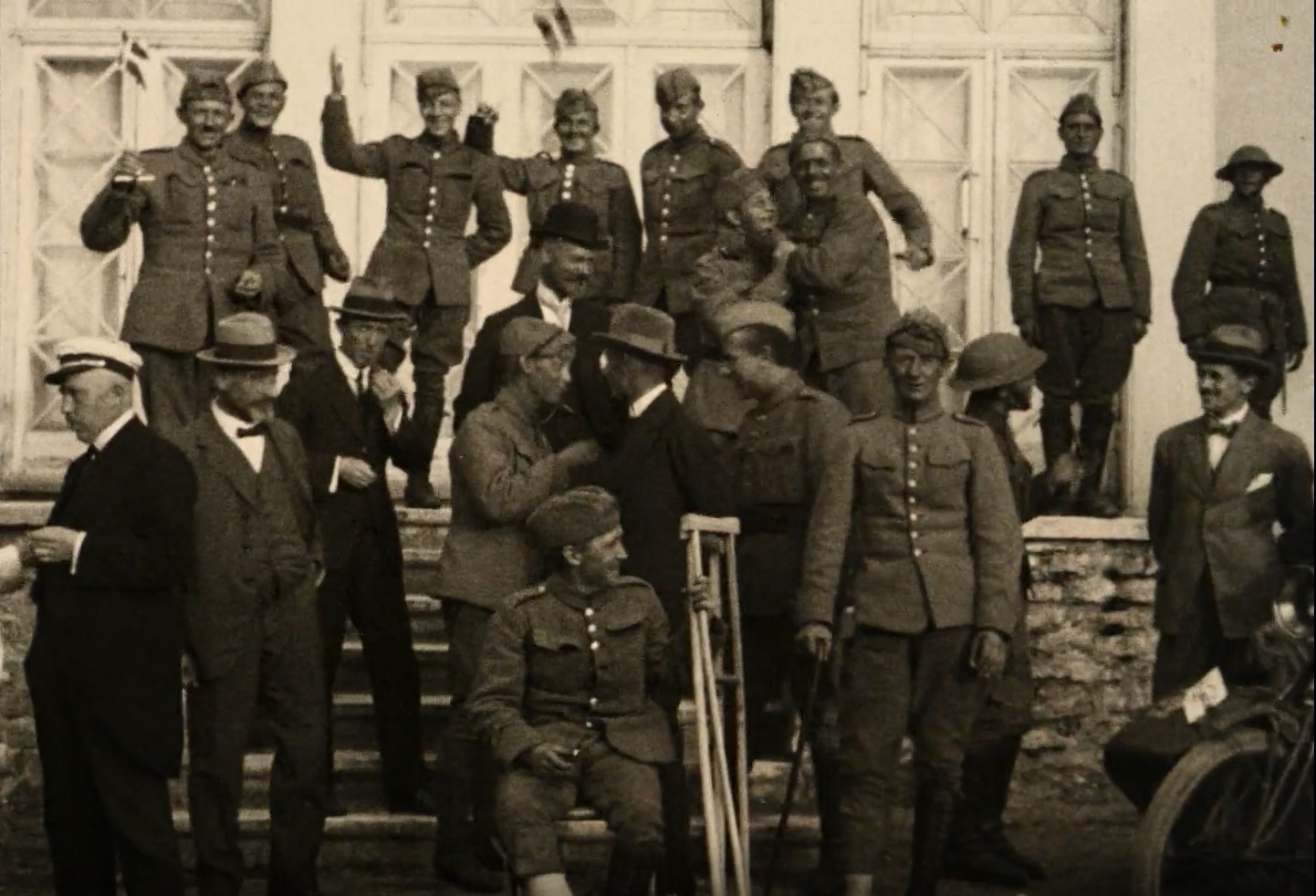
Датские добровольцы в Ревеле